# David Lagercrantz

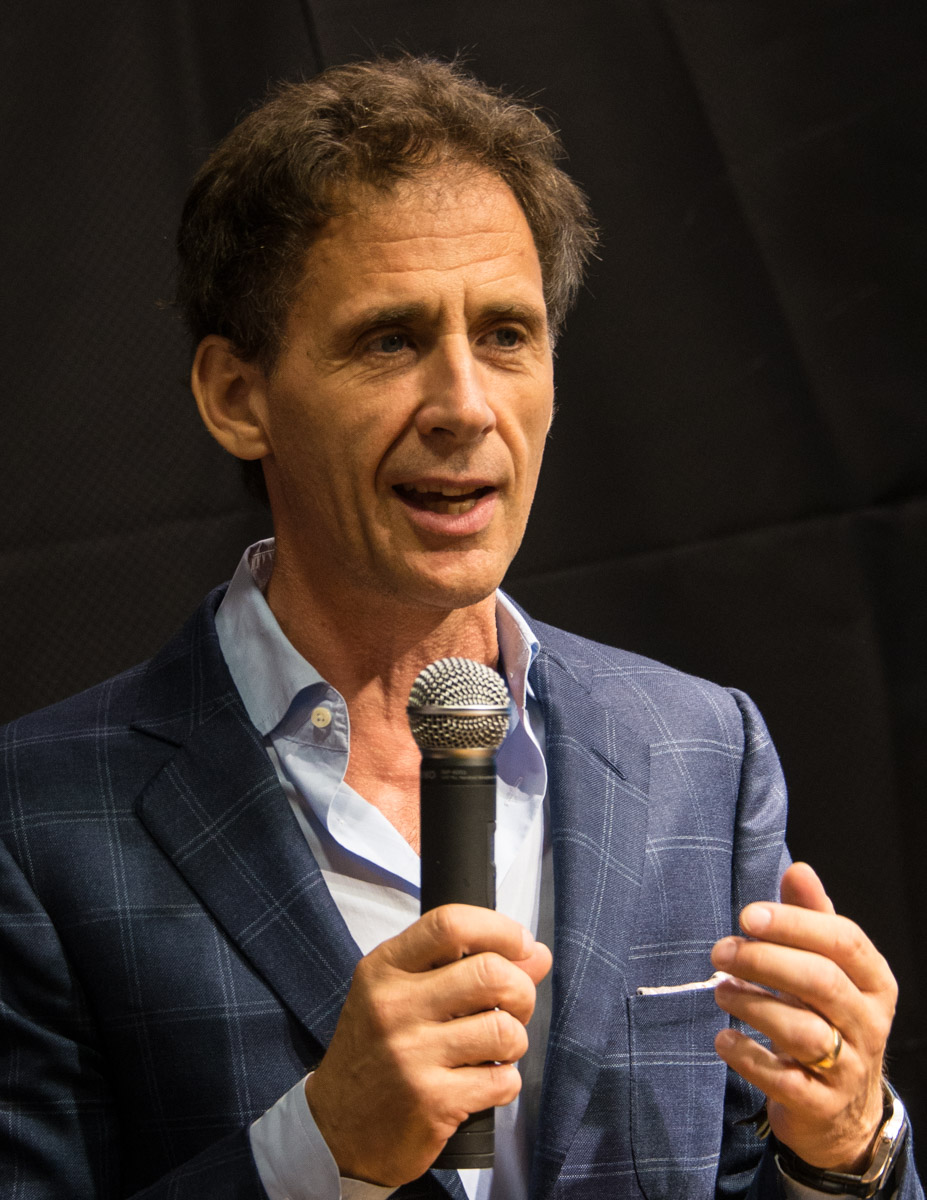
David Lagercrantz (2015)

David Gunnar Fransiscus Lagercrantz (* 4. September 1962 in Solna) ist ein schwedischer Schriftsteller und Journalist. Internationale Bekanntheit erlangte er mit Ich bin Zlatan: Meine Geschichte, einer Biographie des schwedischen Fußballspielers Zlatan Ibrahimović.

## Leben
Lagercrantz wurde 1962 als Sohn von Olof Lagercrantz und Martina Ruin geboren. Er ist der Bruder der schwedischen Schauspielerin Marika Lagercrantz. David Lagercrantz wuchs in Solna und Drottningholm auf. Er studierte Philosophie und Religionswissenschaft. Bis 1993 arbeitete Lagercrantz als Kriminalreporter bei der Tageszeitung Expressen. 1997 erschien sein Buch Allein auf den Everest über den schwedischen Bergsteiger Göran Kropp. Im Jahr 2000 erschien Lagercrantz' zweites Buch, auch eine Biografie, über den schwedischen Ingenieur und Erfinder Håkan Lans.
In seinem ersten Roman Sündenfall von Wilmslow schilderte Lagercrantz den englischen Mathematiker Alan Turing. Im November 2011 erschien Ich bin Zlatan, eine Biographie des schwedischen Fußballspielers Zlatan Ibrahimović, die laut Lagercrantz auf mehreren hundert Stunden Interviews mit dem Sportler beruht. Die Interviews wurden in Mailand aufgenommen. Im Dezember 2013 teilte der Buchverlag Norstedts mit, dass Lagercrantz beauftragt wurde, einen Nachfolger der Millennium-Trilogie von Stieg Larsson zu schreiben. Der Roman Verschwörung erschien am 27. August 2015. 2017 folgte die Fortsetzung Verfolgung.
Seine ältere Schwester, die schwedische Schauspielerin Marika Lagercrantz, spielte in der schwedischen Verfilmung des ersten Teils der Millennium-Trilogie die Rolle der Cecilia Vanger.
2018 wurde die auf seinem gleichnamigen Buch basierende Verfilmung Verschwörung veröffentlicht.

## Werke

### Einzelwerke
- Göran Kropp 8000 plus (1997)
- Änglarna i Åmsele (1998)
- Ett svenskt geni (2000, über Håkan Lans)
- Stjärnfall (2001)
- Där gräset aldrig växer mer (2002)
- Underbarnets gåta (2003)
- Himmel över Everest (2005)
- Ett svenskt geni – berättelsen om Håkan Lans och kriget han startade (2006)
- Syndafall i Wilmslow (2009)
  - Der Sündenfall von Wilmslow. Übersetzung Wolfgang Butt. München. Piper, 2015.
- Jag är Zlatan Ibrahimović (2011)
  - Ich bin Zlatan Ibrahimović. Übersetzung von Wolfgang Butt. München. Malik, 2013.

### Millennium-Reihe
Zweite Romantrilogie der von Stieg Larsson erdachten Millennium-Romanreihe.
- Det som inte dödar oss (2015)
  - Verschwörung. Übersetzung von Ursel Allenstein. München. Heyne 2015.
- Mannen som sökte sin skugga (2017)
  - Verfolgung. Übersetzung von Ursel Allenstein. München. Heyne 2017.
- Hon som måste dö (2019)
  - Vernichtung. Übersetzung von Susanne Dahmann. München. Heyne 2019.

### Reihe Psychologe Hans Rekke und Polizistin Micaela Vargas
- Obscuritas (2021)
  - Der Mann aus dem Schatten. Übersetzung von Susanne Dahmann. München. Heyne 2022. ISBN 978-3-453-27329-0.
- Memoria (2023)
  - Das Bild der Toten. Übersetzung von Susanne Dahmann. München. Heyne 2024. ISBN 978-3-453-42975-8.
- Post Mortem (2025)
  - Das Zeichen der Fremde. Übersetzung von Susanne Dahmann. München. Heyne 2025. ISBN 978-3-453-27331-3.